# KV57
KV57 är en grav i Konungarnas dal utanför Luxor i Egypten. KV57 är begravningsplats för farao Horemheb som avled 1292 f.Kr. under Egyptens artonde dynasti.
KV57 är placerad i en västlig gren till huvudwadin i Konungarnas dal. Ner till gravkammaren löper en ungefär 100 m lång serie trappor och korridorer. KV57 är dekorerade med reliefer och väggmålningar med motiv av gudar, Horemheb och scener från Portarnas bok. Gravkammaren är i två nivåer med sex pelare som formar en korridor genom kammaren som leder till den lägre nivån där sarkofagen står. Gravkammaren har totalt nio sidokammare.
Graven hittades och grävdes ut 1908.

## Galleri

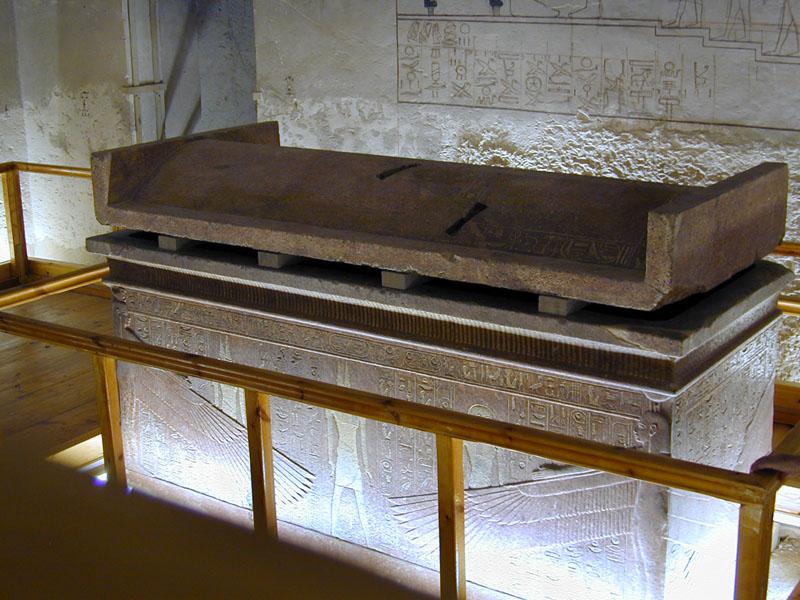
Sarkofagen i KV57
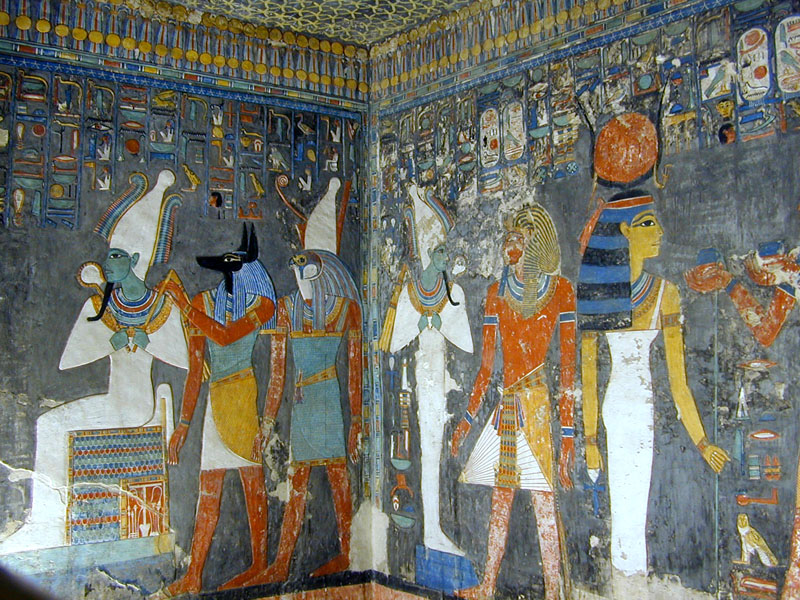
Väggmålningar i KV57
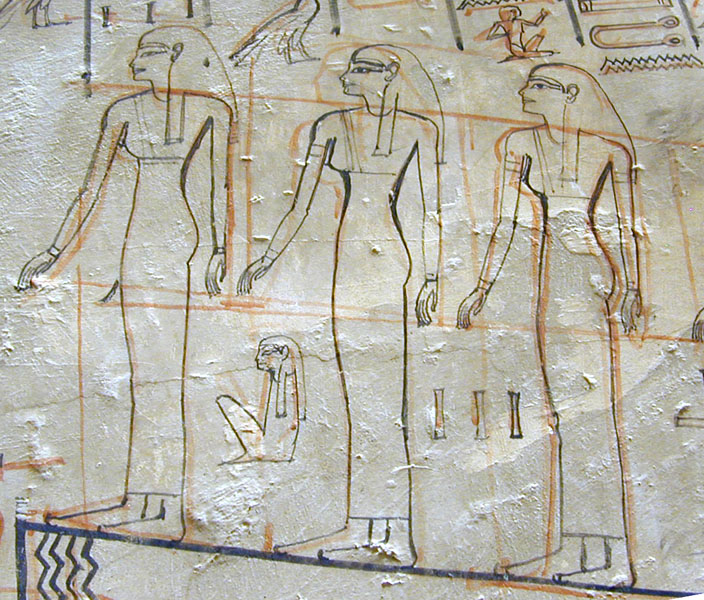
Väggmålningar i KV57